# Waltham Cross
Waltham Cross este un oraș în comitatul Hertfordshire, regiunea Eest, Anglia. Orașul se află în districtul Broxbourne fiind situat la sud de Cheshunt, la vest de Waltham Abbey și la nord de Enfield, foarte aproape de toate trei localitățile.